# Monument a Roger de Llúria
El Monument a Roger de Llúria és una escultura pública de Tarragona protegida com a Bé Cultural d'Interès Local.

## Descripció

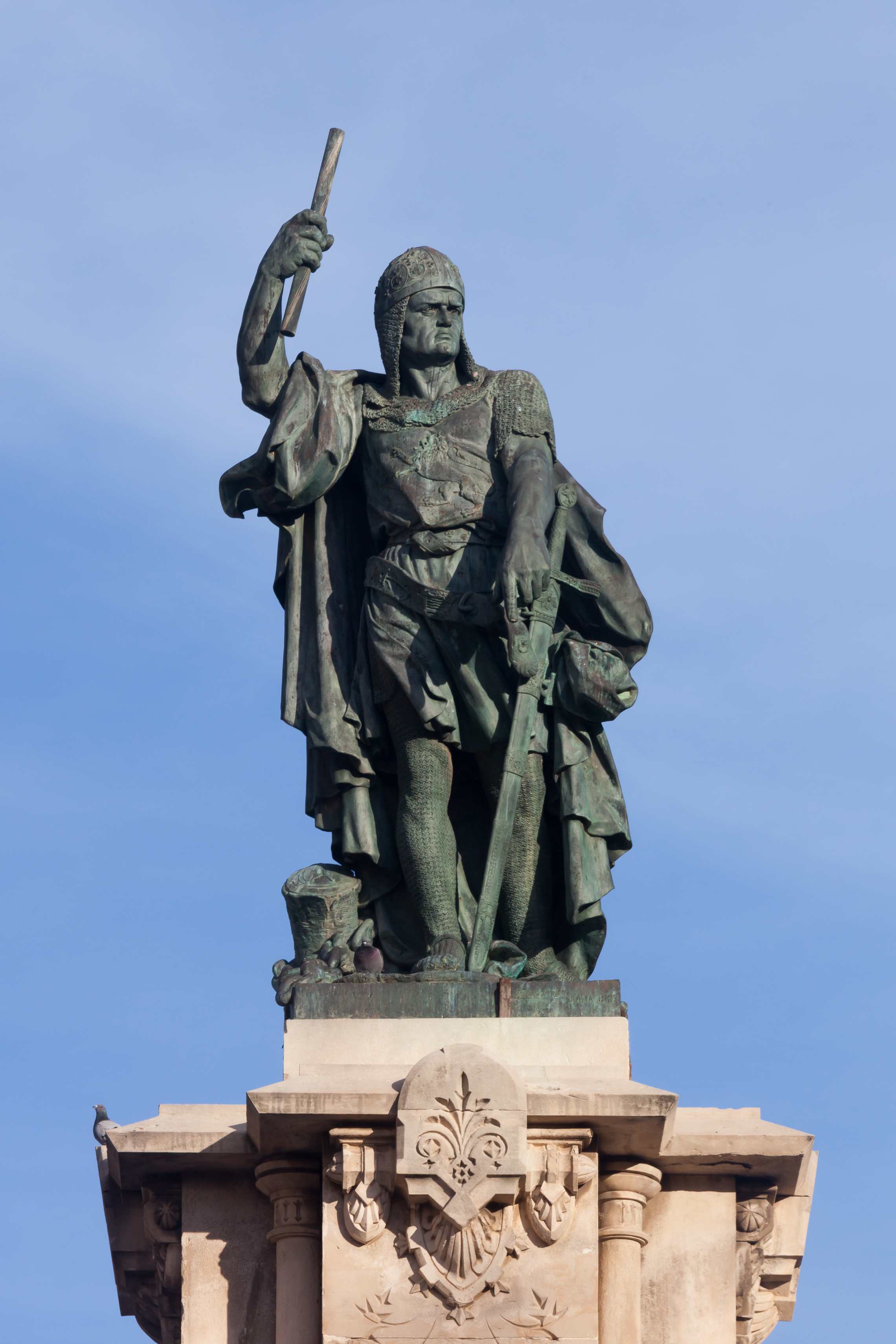
Detall de l'estàtua

És un monument commemoratiu a Roger de Llúria conformat per una gran pilastra de pedra de tronc piramidal amb escenes de batalles remarcades als quatre costats de la pilastra i la figura de l'almirall que està realitzada amb bronze.
Tot el monument té un llenguatge historicista.
Situat a la confluència de la Rambla Nova amb el Passeig de les Palmeres, definint el principi i final de dits carrers.

## Història
La primera pedra del monument es va col·locar el 19 d'agost de 1889.